# مذكرات سفوبودا
مذكرات سفوبودا أو ازفوبودا:بالإنجليزية:Svoboda Diaries .
وهي مجموعة من مذكرات يومية قد احتفظ بها اثنان من أفراد عائلة سفوبودا، وهي عائلة مسيحية تنحدر من أصول أوروبية عاشت واستقرت في بغداد في أواخر القرن التاسع عشر وبداية القرن العشرين. فأولى تلك اليوميات هي التي دونها جوزيف ماثيا سفوبودا والتي تتضمن مذكراته اليومية والتي تزيد على 40 سنة من (1862-1908م). وتوضح تفاصيل حياته اليومية كعامل على باخرة في نهر دجلة، ويصف فيها شؤونه اليومية في المجتمع البغدادي الذي يعيش فيه، ووجهات نظر هذا المجتمع حول الاحداث التي كانت تجري في العراق العثماني وبقية انحاء العالم الكبير.
اما المذكرات الثانية كتبها ألكسندر ريتشارد سفوبودا وهو ابن جوزيف ماثيا سفوبودا، والذي غير اسمه لاحقاً إلى (ألكسندر جوزيف سفوبودا) وكان شاباً يافعاً يبلغ من العمر (19) سنة وأصول عائلته من أوروبا سكنت في بغداد، قام هذا الشاب بالانطلاق نحو أوروبا في (15 إبريل/نيسان عام 1897م)، في رحلة طويلة أستخدم فيها كافة وسائط النقل التي كانت متوفرة حينها فسافر بواسطة القوافل، والزوارق، والقطارات. وكان ألكسندر ينتمي إلى عائلة كبيرة ومؤثرة في المجتمع حيث فيها التجار والفنانين والمستكشفين الذين استقروا في العراق العثماني منذ أواخر القرن الثامن عشر الميلادي. سافر (إسكندر) بصحبة والديه ودبلوماسي بريطاني وبرفقة عدد من حاشية هذا الدبلوماسي. وسلكوا خلال مسيرهم في هذه الرحلة طريقاً غير مباشر وصلوا من خلاله إلى القاهرة ومن ثم إلى باريس.استغرقت هذه الرحلة ثلاثة أشهر ونصف، وقد قام إلكسندر بتدوين ووصف أحداثها بشكل يومي في مذكراته التي كتبها باللغة العربية التي تعلمها من العراق في ذلك الزمن.

## نبذة عن العائلة
بدأ وجود عائلة سفوبودا في بغداد من خلال هجرة تاجر الكريستال القادم من فيينا وهو أنتوني سفوبودا (1796-1878م)، إلى الإمبراطورية العثمانية في أوائل القرن التاسع عشر، واستقر في مدينة بغداد. وفيها بدأ العمل حيث قام بتأسيس شركة لاستيراد الكريستال من بوهيميا ومن إسطنبول، وخلال عمله طور علاقاته مع الأوروبيين وكذلك الطبقة العليا وأصحاب النفوذ في المدينة. تزوج إنتوني من اوفيمي جوزيف مورديجان واصبحا الزوجان أعضاء في المجتمع المسيحي الكلداني في بغداد عام (1825م)، وقد انجبا أحد عشر طفلاً، أربعة منهم ذكور، وسبع أناث. وبهذا أصبحت عائلة سفوبودا عائلة راسخة في بغداد، حيث اختلطت وتزوجت من أبناء المجتمع المسيحي، والعوائل الأوروبية المقيمة، والمسلمة واستمرت لأجيال.

## يوميات جوزيف ماثيا سفوبودا
من بين أبناء أنتوني كان جوزيف ماثيا سفوبودا (1840-1908م) قد بدأ العمل كاتباً في شركة الفرات ودجلة للنقل البخاري، سافر عبر نهر دجلة بواسطة البواخر بين بغداد والبصرة. خلال هذا الوقت، بدأ في تدوين مذكراته اليومية والتي احتفظ بها حتى وفاته في عام (1908م). وهذه المذكرات تتعلق بشكل رئيس حول شؤونه اليومية. بما في ذلك الملاحظات الدقيقة عن الشحنات التي يحملها المركب الذي يعمل عليه وكذلك ظروف الطقس، كما تطرق عن علاقاته الشخصية مع عائلته والمسيحيون والمجتمع البغدادي. مذكرات جوزيف تزودنا بنقطة مميزة وفريدة عن التفاعلات المتنوعة بين الحكومات الثقافات وقوى الطبيعة المتنوعة التي تتنافس على النفوذ في العراق العثماني. الذي بقي محجوزا مع بداية عهد التنظيمات العثمانية و ثورة تركيا الفتاة وفوراً انعكست هذه التغييرات السريعة على حياة جوزيف في بغداد والتي حدثت أواخر الإمبراطورية العثمانية وبقي الطابع الثابت لشخصية بلاد ما بين النهرين.

## مذكرات رحلة ألكسندر ريتشارد سفوبودا
ألكسندر ريتشارد سفوبودا هو ابن جوزيف ماثيا، ولد في بغداد سنة (1878م). تعلم اللغة العربية في المدرسة الكلدانية (1883-1884م). كان والده موظفاً في شركة بيت لنج، وكان يتكلم معه بالإنجليزية فقط ليضمن له عملاً في الشركة.
وفي عام (1888-1889م)، بدأ يكتب باللغتين العربية والإنجليزية. وفي عام (1895م)، بدأ يعمل في القنصلية البريطانية، كما بدأ يتابع دروساً لتعلم اللغة التركية.
في عام (1897م، وفي سن التاسعة عشرة، سافر (ألكسندر) إسكندر ريتشارد من بغداد في قافلة اخترقت البادية، ثم وصل إلى مصر وبعد ان زار القاهرة توجه إلى الإسكندرية، ومنها ركب سفينة إلى إيطاليا، ثم ركب القطار إلى فرنسا، ودامت سفرته ثلاثة أشهر ونصف. وقد كتب دفاتر يومياته بالعربية، حيث سجل فيها حياته اليومية وسفراته وعلاقته مع من كان حوله. وفي هذه اليوميات نجد الجزء الأكبر منها تخص عائلة (سفوبودا) زفوبودا.
وفي عام (1900م)، تزوج في بيروت بفرنسية إسمها ماري جوزفين دريسبور، وقد إصطحبها معه عند عودته إلى بغداد، وأنجب منها بنتاً إسمها (سيسيل) قد ولدت عام (1904م. وفي عام 1921م، قد طلق زوجته (ماري جوزفين) التي عادت إلى فرنسا عام (1923م)، وطلبت ان تعاد اليها الجنسية الفرنسية بعد أن فقدتها بزواجها من أجنبي، وحصلت عليها عام (1932م).وقد يكون مارس التجارة عند عودته إلى بغداد وكتب إسمه على طريقة العراقيين (إسكندر بن جوزيف زفوبودا) واختصره بالحروف اللاتينية (Alex.J.Svoboda). ولاشك انه تعلم الفرنسية لإقامته الطويلة في أوروبا مع زوجته الفرنسية. مارس التصوير الفوتوغرافي اقتداءاً بعمه (إسكندر ساندور) وأحسن فيه. واشترى أجهزة تصوير حديثة مكنته من التقاط عدد كبير من الصور، ونشر اعداداً منها على البطاقات البريدية، وربما ساعدته زوجته الفرنسية على صياغة المعلومات المكتوبة باللغة الفرنسية وبيعها للسواح الفرنسيين في العراق. ثم كتبا المعلومات باللغتين الفرنسية والإنجليزية بعد الإحتلال البريطاني لبغداد عام 1917م. وبعد ان عبر الشرق الأوسط إلى أوروبا، بقي محتفظا بسجل مذكرات يومياته أثناء رحلته هذه من بغداد إلى العاصمة الحديثة باريس، وكان يسجل انطباعاته ومنها قرب أفول الدولة العثمانية وما واجهته من أمور كأنها تحدث لأول مرة، وقد قدم لنا شرحا وتعليقاً عن التغييرات التي حصلت في زمانه وتحديداً مكانة بغداد في العالم. وكان ألكسندر قد كتب يومياته باللغة العربية. وفي عام (2013 م)، ترجم هذه المذكرات نوف عبد المجيد علاوي وتم نشرها بالتعاون مع (Newbook Digital Texts). وفي مقدمته يشير البروفيسور والتر جي أندروز في ملاحظة، هي ان الشاب أكسندر البغدادي من أصول أوروبية، فهو يمثل نموذجاً مصغراً من صراعات القيم المتبادلة وتقاليد قد تميزت بها منطقة الشرق الأوسط في زمانه. التي أعطته منظوراً ومشهداً فريداً ى هذه اللحظة التاريخية في مطلع القرن العشرين.

## مشروع نشر المذكرات
انتقل ألكسندر سفوبودا من بغداد إلى إسطنبول عام (1929م)، وقد ترك مذكرات والده عند كاهن كاثوليكي من العراق، وقد نقلت في النهاية إلى المؤرخ العراقي يعقوب سركيس الذي ترك مكتبته وبوصية خاصة منه إلى جامعة الحكمة. وفي سبعينيات القرن العشرين أصبحت مارجريت مكية وهي والدة كنعان مكية مهتمة بهذه المذكرات باعتبارها وثيقة اجتماعية لشريحة معينة من المجتمع العراقي في النصف الثاني من القرن التاسع عشر. وحصلت مارجريت على منحة من مؤسسة كالوست جولبنكيان لدراسة ونسخ محتوياتها. قامت مكية بتدوين ونسخ (31) من اصل (61) من المذكرات. ولا يزال عملها بمثابة مصدر أساسي لمشروع سفوبودا.
في عام (1985م)، قام البروفيسور هنري سفوبودا، وهو آخر أفراد عائلة سفوبودا المتبقين في العراق، بتعيين الباحثة والمهندسة المعمارية نوف عبد المجيد علاوي في المساعدة لكتابة تاريخ العائلة باستخدام مذكرات يوميات جوزيف سفوبودا مادة تستعين بها في كتاباتها. في عام (2005 م؛، بدأ الاثنان بالعمل على ترجمة ما دونه الكسندر سفوبودا في رحلته، لكن وفاة البروفيسور سفوبودا في أكتوبر (2005 م)، إضافة إلى الاضطرابات المستمرة جراء حرب العراق ألقت بظلال من الشك على مستقبل المشروع. لقد سعت نوف علاوي للحصول على مساعدة المجتمع الأكاديمي و جامعة واشنطن، وقد اتصلت بالبروفيسور والتر جي اندروز، ومشروع أرشيف النصوص العثمانية، وانه كان مشروع مذكرات سفوبودا وفيما بعد أصبح مشروع النشر التعاوني: نصوص نيوبوك الرقمية (Newbook Digital Texts) للعلوم الإنسانية.